# Rudolph Albrecht Bodecker
Rudolph Albrecht von Bodecker (* 22. März 1759; † 17. Januar 1831 in Emden) war ein königlich hannoverischer Generalmajor und Chef des 10. Infanterie-Regiments.

## Leben
Seine Eltern waren der Oberförster Friedrich August von Bodecker (1708–1759) und dessen dritte Ehefrau Friederike Charlotte, geborene Koch (1724–1797).
Bodecker kam 1779 in die braunschweig-lüneburger Dienste und wurde 1786 Leutnant im 3. Infanterie-Regiment. Mit diesem wurde er in Gibraltar eingesetzt. Im Jahr 1794 wurde er Hauptmann im 10. braunschweig-lüneburger Infanterie-Regiment. Nach der Kapitulation und Auflösung der Armee wechselte er in die King’s German Legion. Dort wurde er 1804 Major und 1810 Oberstleutnant im 1. Linien-Bataillon.
Er kämpfte mit der Legion 1805 in Hannover, 1806 im Mittelmeer, 1807 und 1808 im Baltikum, 1808 bis 1814 kämpfte er in Spanien und im südlichen Frankreich. 1809 wurde in der Schlacht bei Talavera verwundet. 1812 wurde er mit gleichem Dienstgrad in die britische Armee aufgenommen. 1814 wurde er Oberst und 1815 kam er mit der Legion in die Niederlande. Dort kommandierte er die 4. Brigade des hannoverischen Reservekorps in Flandern. Im August 1815 wurde er mit dem Kommando der 1. Brigade der Legion betraut, 1816 wurde er Kommandeur der 5. Infanterie-Brigade der hannoverschen Armee, 1817 wurde er Oberst des 10. Infanterie-Regiments in Emden, dort verstarb er 1831.
Er wurde 1815 als Companion des Order of the Bath und schließlich als Kommandeur des Guelphen-Ordens ausgezeichnet.
Bodecker war bekannt für seine ungewöhnlich kräftige Stimme, dazu gibt es folgende Anekdote, auf dem Marsch in Spanien soll er mit dem Ruf „Die Kolonne soll auf Befehl Lord Wellingtons halt machen“, die komplette Armee-Kolonne zum Stehen gebracht haben.

## Familie
Er war mit Henriette Christiane Preußner († 1825) verheiratet, diese war die Tochter von Anton Gebhard Preußner (* 10. Februar 1735; † 13. März 1786) und dessen Ehefrau Anna Louise Braun. Das Paar hatte mehrere Kinder, darunter:
- Charlotte Henriette Friederike Louise (* 24. Mai 1797)

## Bemerkungen
1. ↑  Verzeichnisz sämmtlicher Bücher: die auf dem Saal der groszen Kirche zu Emden vorhanden sind, Ausgabe 3, S. 156, Rede am Grab der Generalin Bodecker

| Personendaten    | Personendaten                                                               |
| ---------------- | --------------------------------------------------------------------------- |
| NAME             | Bodecker, Rudolph Albrecht                                                  |
| ALTERNATIVNAMEN  | Bodecker, Rudolph Albrecht von (vollständiger Name)                         |
| KURZBESCHREIBUNG | königlich hannoverischer Generalmajor und Chef des 10. Infanterie-Regiments |
| GEBURTSDATUM     | 22. März 1759                                                               |
| STERBEDATUM      | 17. Januar 1831                                                             |
| STERBEORT        | Emden                                                                       |